# Gelmer

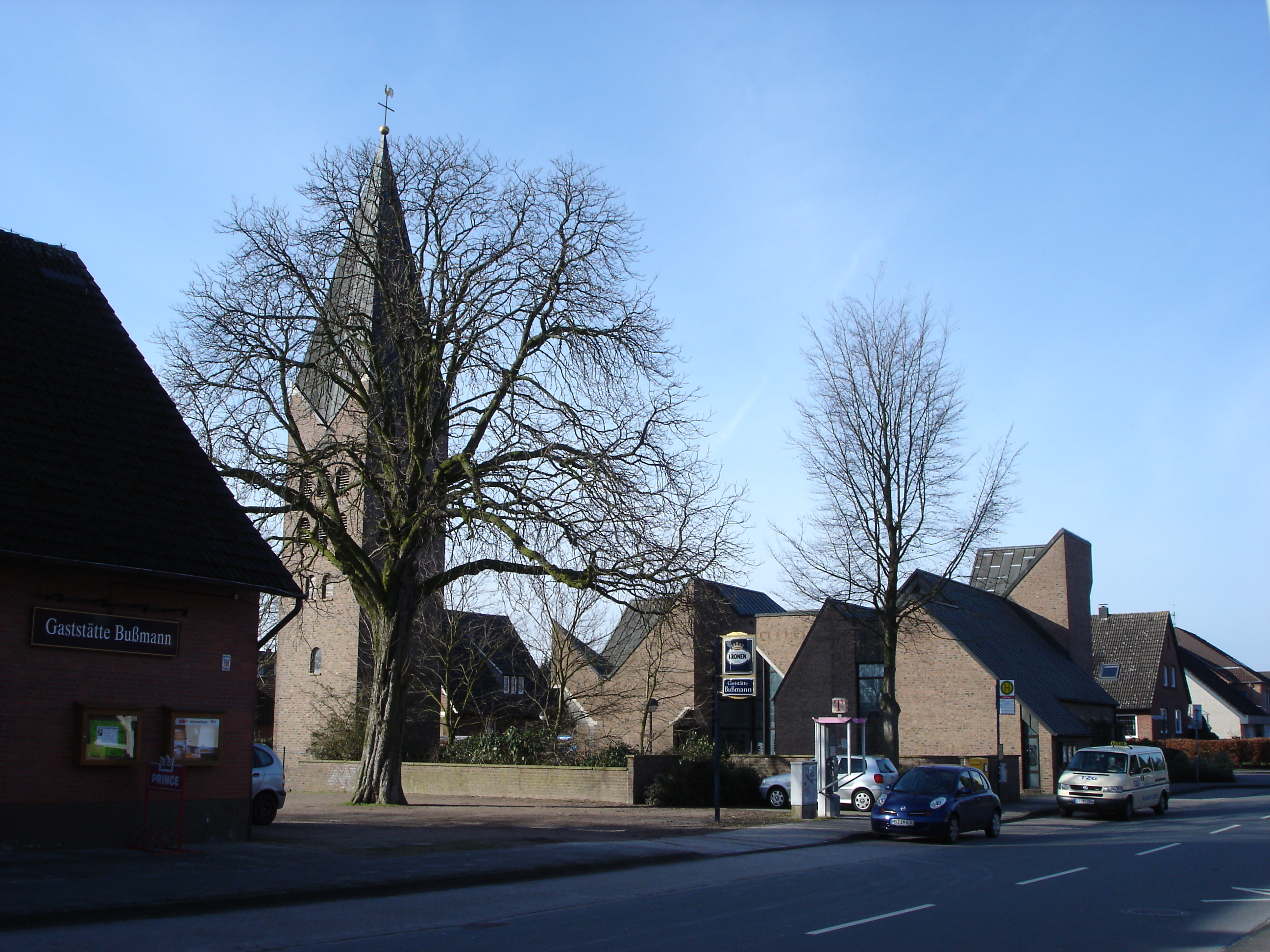
Im Zentrum von Gelmer, in der Mitte die Kirche St. Josef

Gelmer ist ein Wohnbereich (Stadtteil) im Stadtbezirk Ost der westfälischen Stadt Münster. Er liegt am nordöstlichen Stadtrand in unmittelbarer Nähe des Dortmund-Ems-Kanals. Zu Gelmer gehört die Bauerschaft Gittrup mit dem Gittruper See. Gelmer und Gittrup haben zusammen 2.166 Einwohner (Stand 31. Dezember 2023). Zusammen mit Dyckburg (Sudmühle und Mariendorf) bildet Gelmer einen statistischen Bezirk.
Gelmer ist überwiegend landwirtschaftlich geprägt. Daneben existiert am Dortmund-Ems-Kanal ein Ölhafen mit angeschlossenem Tanklager der Westfalen AG sowie ein kleineres Industriegebiet. Nördlich von Gelmer findet sich mit der Kanalüberführung Münster-Gelmer ein bedeutendes Industriedenkmal aus dem Ende des 19. Jahrhunderts.
Bis zur Eingemeindung nach Münster durch das Münster/Hamm-Gesetz 1975 war die Bauerschaft Gelmer Teil der Gemeinde Sankt Mauritz.